# Neuropsicologia
A neuropsicologia é uma interface ou aplicação da psicologia e da neurologia, que estuda as relações entre o cérebro e o comportamento humano. Sua principal área de atuação é na compreensão de como lesões, malformações, alterações genéticas ou qualquer agravo que afete o sistema nervoso causam déficits (alterações) em diversas áreas do comportamento e da cognição humana. Em outras palavras, a neuropsicologia atua mais frequentemente no estudo das funções mentais superiores, sem deixar de estudar áreas como sexualidade, emoção e agressividade, que tradicionalmente são investigadas por abordagens  fisiológicas e biológicas (neurobiologia, neurofisiologia, psicofisiologia, psicobiologia). Desse modo a neuropsicologia compõe fortemente o campo das neurociências, com ênfase na neurociência cognitiva. Atribui-se tanto ao psicólogo Donald Olding Hebb (1904-1985) como ao médico William Osler (1849-1919) a proposição do termo neuropsicologia.

Diagrama mostrando os lobos do córtex cerebral e cerebelo.

## História da Neuropsicologia

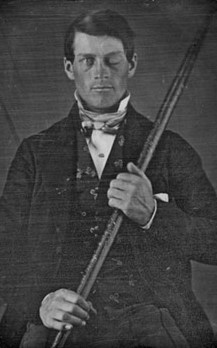
Phineas P. Gage, em daguerreótipo

Como área de interface, sua história confunde-se com a história da psicologia e a da medicina. Já eram conhecidos desde a antiguidade que pessoas que sofriam traumatismos cranianos e, muitas vezes, passavam a ter alterações em suas funções mentais, tais como a linguagem, o pensamento e a memória, chegando mesmo a provocar alterações profundas e duradouras no seu comportamento (alterações de personalidade). Há indícios de sobrevivência após trepanação em crânios encontrados desde a pré história em regiões das antigas civilizações. O papiro de Edwin Smith, que descrevem conhecimentos e procedimentos médicos do Antigo Egito (3000 AEC) e atribuídos a Imhotep, arquiteto, alto sacerdote e médico do antigo Egito, retratando alterações comportamentais e cognitivas em pacientes com traumatismos cranianos e outras patologias do sistema nervoso.
Outros povos da idade antiga também possuíam conhecimento de que havia uma relação entre o corpo e o comportamento, embora houvesse divergência de qual órgão seria a sede da alma. Os hebreus, por exemplo, defendiam a hipótese cardíaca, de que a alma residiria no coração. Aristóteles, entre os gregos, era também partidário desta tese, e caberia ao cérebro a função de refrigerar o sangue. Entretanto, já havia os que postulavam que o cérebro seria a sede do pensamento. Alcmeão de Crotona, em 500 AEC, defendeu uma relação importante entre o cérebro e os processos mentais. Cláudio Galeno, médico de centuriões, ao estudar os ferimentos de batalha identificou que lesões no crânio eram capazes de provocar danos de comportamento, linguagem, memória e na inteligência. A Igreja Católica, na idade média, aceitava a tese de que o cérebro pudesse ser a sede da alma, e destinava aos ventrículos cerebrais a nobre função de abrigar o espírito.
Estudos mais recentes, de Franz Gall e Paul Broca, no século XIX EC, associavam regiões do cérebro como responsáveis por determinadas funções mentais; havendo algum dano, haveria algum tipo de sintomatologia. Um caso histórico emblemático das relações entre lesão cerebral e a alteração das funções cognitivas foi o de Phineas P. Gage. Aos 25 anos de idade, era funcionário de construção de ferrovias da Rutland & Burlington. Um acidente com explosivos, que tinha tudo para tê-lo matado, lançou uma barra de ferro que atravessou seu crânio na região frontal, deixando-o cego do olho esquerdo, mas vivo. Sempre dedicado, bom trabalhador e capaz, Gage teve severas alterações de comportamento após este acidente. Tornou-se displicente, arruaceiro e briguento, passando a ter um comportamento totalmente diferente. A literatura sugere que ele passou a ter estas alterações duradouras em seu comportamento devido às lesões, que alteraram o funcionamento do seu cérebro. O caso de Gage é emblemático na neuropsicologia, pois mostra as relações entre lesão cerebral e as funções cognitivas e motoras. A mudança do comportamento de Gage é atribuído à extensa lesão no lobo frontal, uma das regiões que regulam o controle dos impulsos. Lesões nesta área podem levar a um comportamento egoísta e anti-social.

## O cérebro e a localização das funções mentais

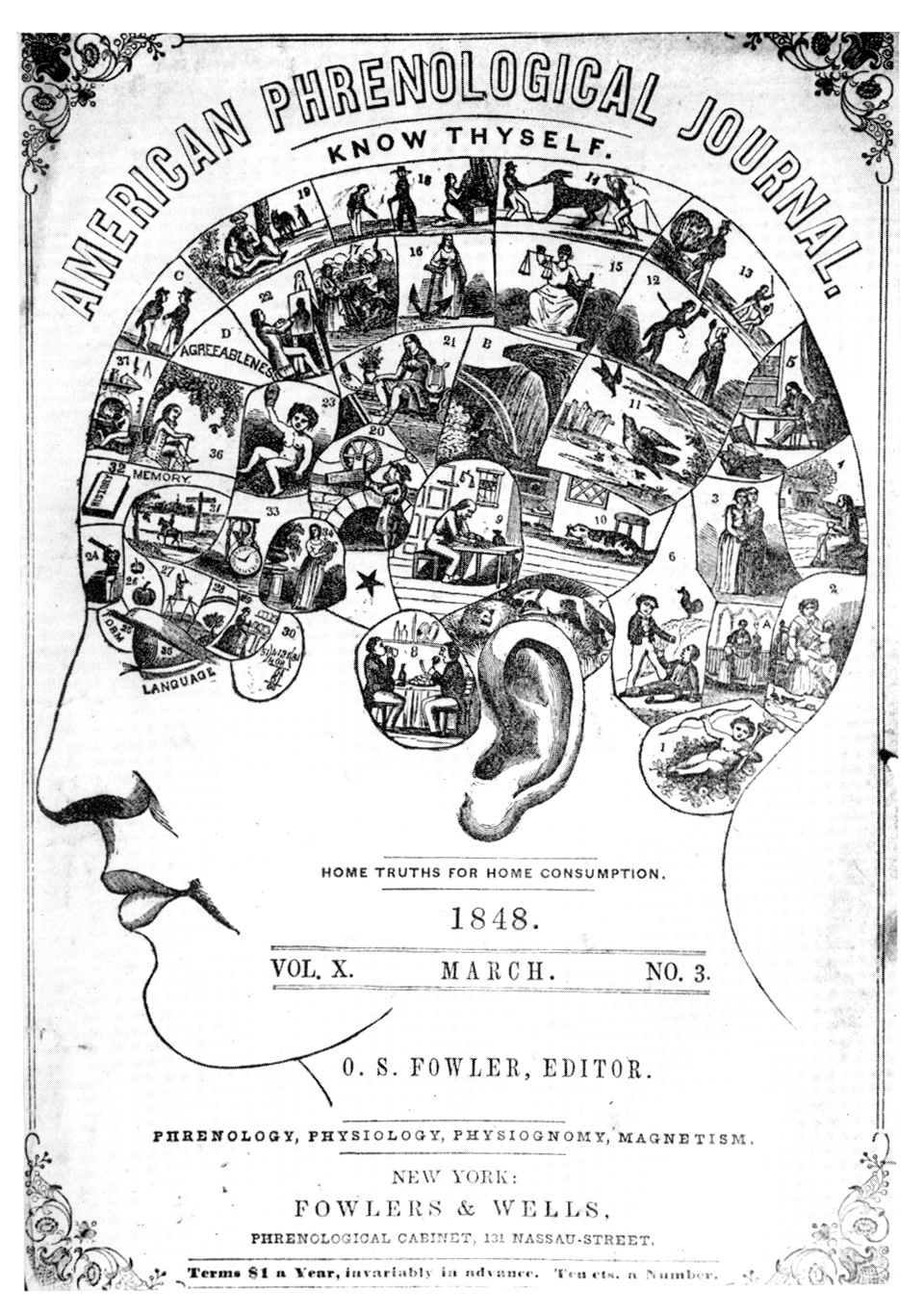
A frenologia buscava relacionar as regiões do cérebro com funções como a comunicação e a moralidade

No processo de desvendamento do cérebro, houve várias teorias sobre como ele deveria funcionar. Muitas destas teorias eram concorrentes. Dentre elas, ocupa destaque na história da neuropsicologia a disputa entre o localizacionismo versus o holismo ou globalismo.
Os globalistas defendiam que as funções mentais estariam distribuídas na massa encefálica, sem estar situada especificamente numa ou noutra região. Elas seriam o resultado do funcionamento do cérebro como um todo. Alguns dados de pesquisa apoiavam esta tese, visto que a remoção de grande massa encefálica causava mais prejuízo nas funções mentais, enquanto que a remoção de massas menores, causaria danos menores ou parcialmente identificáveis. Por sua vez, os localizacionistas apostavam que as funções mentais seriam o resultado do trabalho de neurônios localizados em áreas específicas do cérebro; lesões nestas áreas causariam dano em habilidades específicas. Os trabalhos de Paul Broca (1824-1880) identificaram uma área específica do cérebro que processa a capacidade de comunicação verbal, que em sua homenagem foi chamada de área de Broca. Atualmente, está prevalecendo a tese de que o cérebro possui áreas especializadas, embora estudos mais recentes apontem que uma delimitação absoluta de regiões cerebrais seja uma utopia.
A neuropsicologia se embasa no conhecimento do funcionamento das diferentes áreas cerebrais, buscando correlacionar na medida do possível a função à região. Essa associação permite ao profissional compreender, por exemplo, qual pode ser a extensão da lesão e, ao analisar uma tomografia, estimar quais funções executivas podem estar sendo prejudicadas.

## Avaliação neuropsicológica

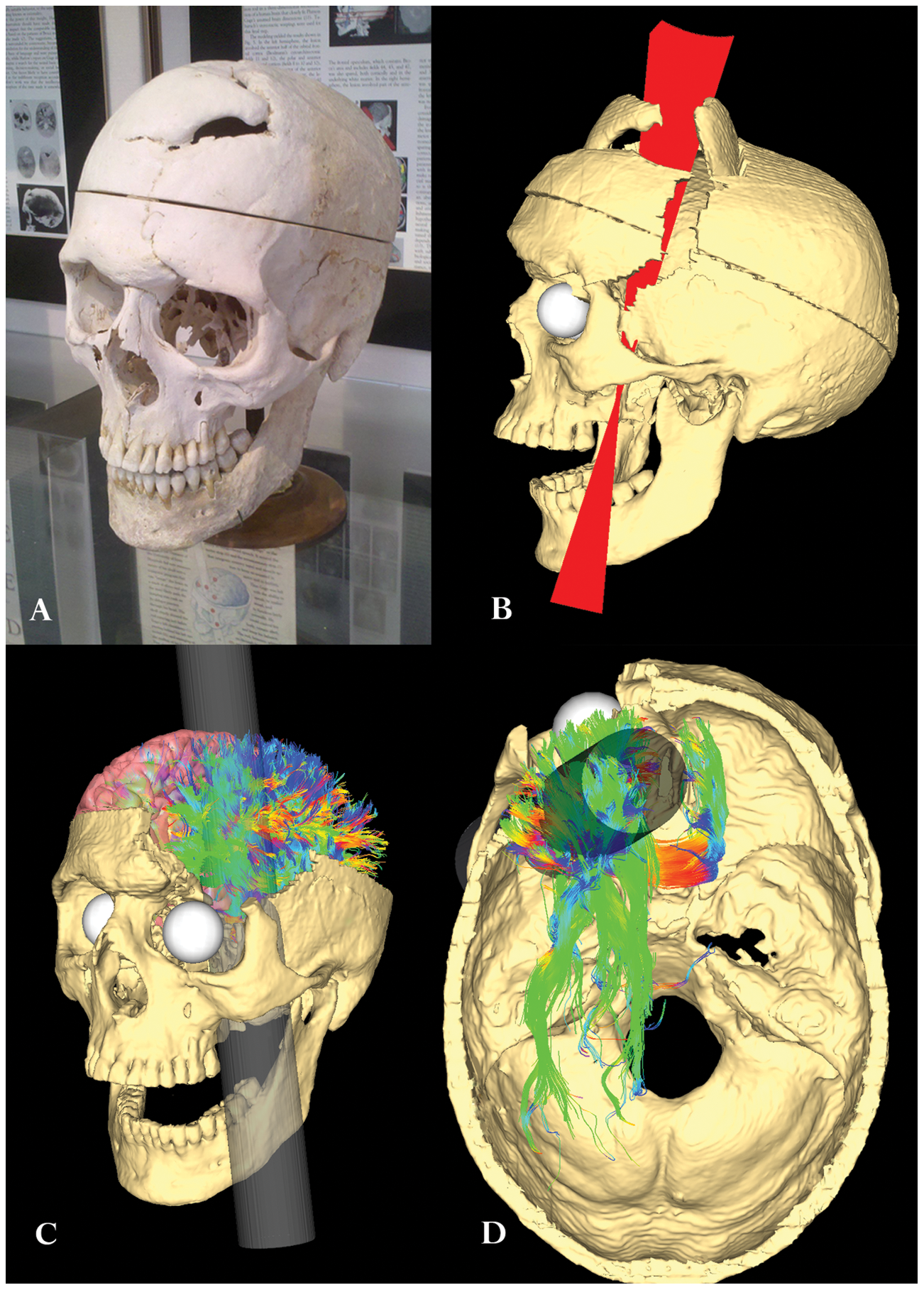
Modelo 3D do percurso e lesão da estrutural do crânio e cérebro de Phineas Gage em exposição na Escola de Medicina de Harvard

A avaliação neuropsicológica consiste na utilização de exame clínico, aliado a outras ferramentas diagnósticas (exames de neuroimagem, tais como tomografia computadorizada, ressonância magnética, SPECT (sigla para do inglês Single Photon Emission Computed Tomography, em português do Brasil: tomografia computadorizada por emissão de fóton único), observação do comportamento, relatos da família do paciente e a instrumentos psicológicos, como inventários e outros testes. É um processo complexo, que precisa ser conduzido caso a caso, escolhendo as técnicas mais adequadas à situação real apresentada. A avaliação neuropsicológica é o primeiro passo para a futura reabilitação neurológica, pois irá identificar as áreas cognitivas com maior dano e, a partir disso, será elaborado o plano de tratamento.
Como em qualquer passo de avaliação, é fundamental que o profissional conheça aspectos relevantes da vida do paciente, pregressa ao aparecimento dos sintomas, bem como os dados que fundamentem a formulação de hipóteses de trabalho para, em seguida, selecionar as estratégias adequadas para a avaliação. Usualmente são avaliadas as funções de percepção, armazenamento da informação (memória), pensamento (cognição propriamente dita) e execução (funções executivas).
Essencialmente, a avaliação psicológica não difere dos métodos desenvolvidos pela psicometria desde as origens da psicologia ou psicologia cognitiva a não ser quanto a especificidade de seu objeto (as funções executivas), e por estabelecer conexões entre as funções avaliadas e a neurofisiologia. A proposição é, portanto, avaliar, identificar e detectar a integridade das funções mentais superiores: atenção, consciência, memória, linguagem e inteligência (principalmente através do exame de processos lógicos e linguagem). No passado, havia um forte esforço para tentar associar, pela avaliação neuropsicológica, um determinado déficit com uma área encefálica lesionada, mas atualmente esta busca está em segundo plano, sendo prioridade a avaliação das funções propriamente ditas (mesmo a questão da localização cerebral de forma fixa está sendo questionada por Miguel Nicolelis e outros neurocientistas, como apontado acima).

## Reabilitação neuropsicológica

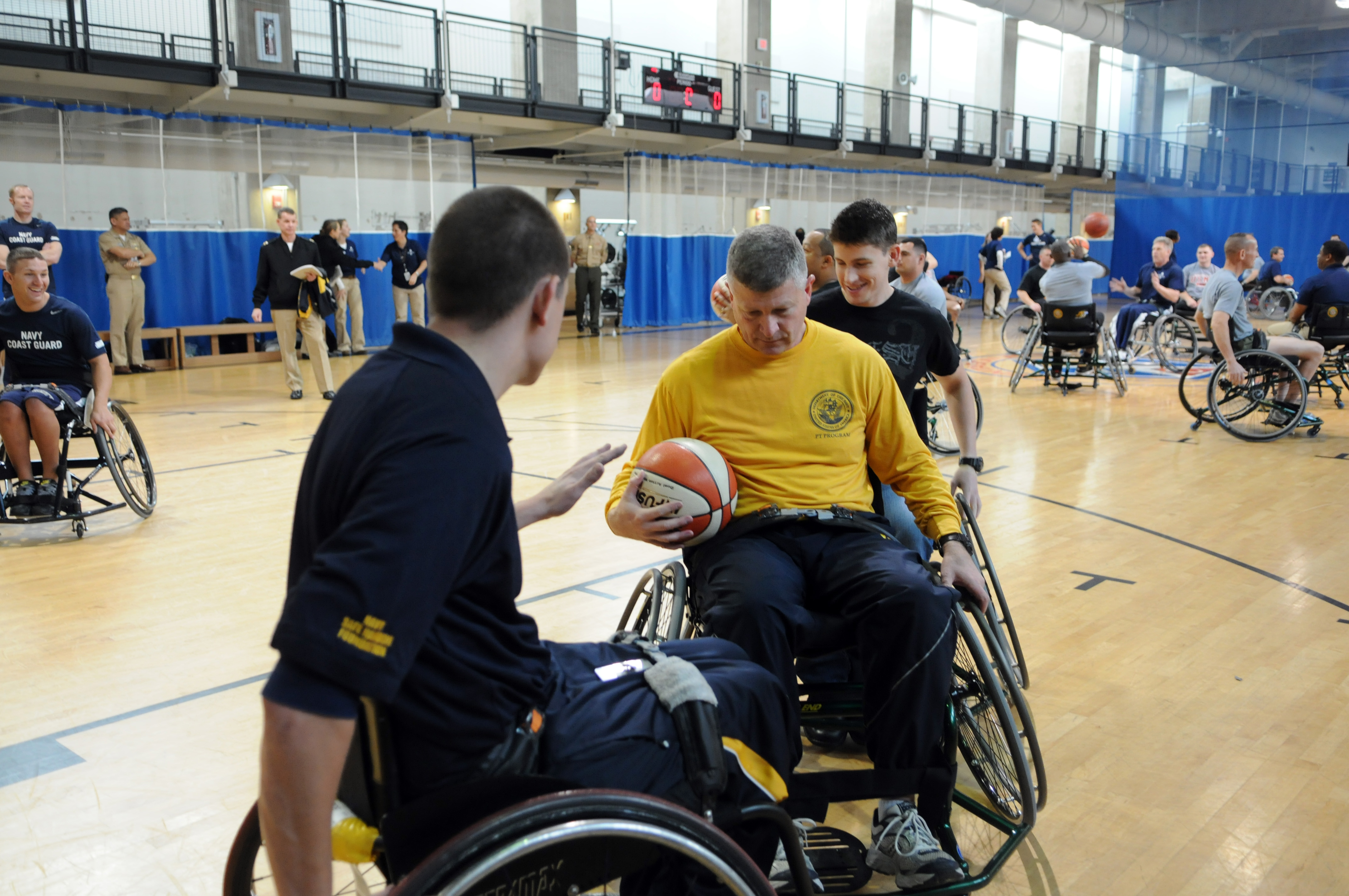
Além da reabilitação motora, é fundamental planejar a reabilitação cognitiva

O processo de reabilitação após a ocorrência de perda ou prejuízo nas funções cognitivas é fundamental, e é orientado pelos resultados derivados da avaliação neuropsicológica. Foi após a II Guerra Mundial que o campo da reabilitação neuropsicológica passou a ser reconhecido, haja vista o elevado número de soldados que tiveram lesão cerebral. A reabilitação pode ocorrer visando as diversas funções executivas lesadas, através do uso de exercícios como palavras cruzadas, desenhos, jogos de memória e outros. Pode-se dizer que a reabilitação é um processo multidisciplinar, envolvendo vários profissionais tais como psicólogos, terapeutas ocupacionais, fonoaudiólogos e fisioterapeutas, além do médico.
A reabilitação é possível graças a um fenômeno chamado de plasticidade cerebral. O cérebro possui uma capacidade de se autoregenerar, embora em escala modesta. Até o início do século XIX, a maioria dos pesquisadores não acreditavam na possibilidade de regeneração do tecido nervoso, especialmente no encéfalo; isto ocorria porque não havia sido identificado nenhum fenômeno de mitose no tecido cerebral, e por causa da citoarquitetura dos axônios, ligando-se de forma estável em rede com outros neurônios. Atualmente, já se identificam estruturas encefálicas como o hipocampo e giro denteado relacionadas com a neurogênese. Da mesma forma, condições que afetam o hipocampo, como por exemplo transtornos afetivos (depressão, transtorno afetivo bipolar e outros) e o transtorno de estresse pós-traumático, parecem prejudicar a capacidade de produção de novos neurônios.
Após uma lesão cerebral (por exemplo, acidente vascular cerebral - AVC), existe a formação de neurônios que migram para a área lesionada, recuperando parte dos neurônios que morreram. Além da formação de novos neurônios, existe a constante remodelagem da ligação dos axônios: o processo de aprendizagem e as experiências contínuas às quais os organismos estão expostos produzem alterações na quantidade e direção das sinapses. Esta alteração permite aquilo que chamamos de aprendizagem, pois oportuniza uma comunicação diferenciada entre os neurônios, gerando assim mais canais de comunicação.
O processo de reabilitação neuropsicológica envolve estratégias múltiplas, visando facilitar a neurogênese e a reogranização sináptica entre os neurônios. Na perspectiva da reabilitação neuropsicológica, uma lesão cerebral, além das consequências do tipo cognitiva pode  resultar em alterações comportamentais, emocionais e psicossociais. Dieta adequada e exercícios físicos orientados, aliados a um uso das funções executivas (pensamento, memória, atenção, linguagem, etc.) facilitam a reorganização neuronal, recuperando parcial ou totalmente (dependendo da extensão da lesão) a função prejudicada. Da mesma forma, comportamentos que prejudicam o funcionamento do sistema nervoso, como uso abusivo de álcool e drogas, dificultam o processo de regeneração neuronal, e obviamente devem ser ativamente evitados no processo de reabilitação e posteriormente.
Observe-se que muitas vezes cabe ao psicólogo re-estruturar relações afetivo-familiares ou institucionais e reorganizar hábitos que se inserem nas demandas de sobrevivência do paciente (portador de sequelas, caracterizadas como processo degenerativo, deficiências ou necessidades especiais) que depende de seu cuidador.

## Funções Executivas
Funções superiores ou executivas referem-se a um conjunto de funções mentais responsáveis pelo processamento humano da informação. Integradas, dão as condições de interpretação, comportamento, comunicação e relacionamento com si mesmo, o mundo e com as outras pessoas. Podem ser definidas como as habilidades de solução de problemas cotidianos, de forma geral. Prejuízos nestas funções geram alterações de comportamento.
A expressão "atividade nervosa superior" foi utilizada pelo fisiologista russo Ivan Pavlov, no começo do século XX, para designar o que ele designava como atividade psíquica entre funções do córtex compreendido como um conjunto de analisadores entre os quais os correspondentes à linguagem e atividade lógica racional na espécie humana. Com o avanço da Neurofisiologia aos pouco veio se descobrindo que muitas das funções requeridas para a atividade racional não dependiam exclusivamente desta região e sim da integração de áreas distintas ou do funcionamento do cérebro compreendido como um todo, não podendo, portanto limitar-se à ação específica e localizada de alguns conjuntos de células como por exemplo da retina e alguns neurônios do córtex visual próprios para percepção da luz. Contudo, pode ser mais apropriado o termo funções executivas do que função mental superior, pois esta última implicaria em contraponto com funções mentais inferiores.
A existência das funções superiores deve-se primordialmente à ocorrência dos neurônios de associação (também chamados de interneurônios ou neurônios internunciais). Estes neurônios de associação, juntamente com os neurônios sensitivos (que levam ao SNC os estímulos derivados do ambiente e/ou do próprio organismo) e os neurônios eferentes (responsáveis pelo envio, para músculos e órgãos, de sinais oriundos no SNC) compõem o conjunto de neurônios do sistema nervoso dos animais. São os neurônios de associação que permitem o processamento da informação, pois comunicam-se entre si e "decidem" a informação a ser enviada para outra região. Nos vertebrados, estes neurônios estão presentes principalmente no encéfalo.
Alexander Luria, um importante neurofisiologista da Universidade de Moscou que deu continuidade aos trabalhos de Pavlov à luz das novas descobertas da anatomia e neurofisiologia cerebral, identificou três sistemas ou unidades funcionais relacionados às funções executivas:
- Unidade para regular o sono e vigília (funções básicas);
- Unidade obter processar e armazenar informações (englobando funções como memória, pensamento e linguagem);
- Unidade para programar, regular e verificar a atividade mental (esta última considerada metacognição[22]).

Estes sistemas funcionam de maneira integrada, pois é a intercomunicação deste conjunto de funções (que incluem o coma, o sono e a consciência humana), tanto quanto às funções executivas, que permite que cérebro desempenhe adequadamente suas funções com o próprio organismo e com o exterior.
A execução das funções mentais depende da existência e funcionamento de determinadas regiões do cérebro. Por exemplo, a atenção e a memória estão vinculadas intimamente com o sistema reticular ativador e o hipocampo, sem mencionar a própria córtex frontal (relacionada com o controle dos impulsos e comportamento social), córtex sensorial e demais engines.
A inteligência é outro tópico discutido fartamente na literatura, embora careça de uma definição precisa. A relação entre características específicas da inteligência e pensamento se deve historicamente à frenologia de Franz Gall, revista por Paul Broca (que estabeleceu em 1861 uma relação entre a linguagem e uma área específica do cérebro, chamada de área de Broca).
A literatura aponta a existência de um fator "g" e "fatores" específicos ("engines") concebidos como módulos responsáveis por habilidades gerais de processamento de informação, tanto quanto sugere a existência de inteligências múltiplas.

### Lateralização dos hemisférios cerebrais
Segundo Lent, uma grande explosão de conhecimento sobre a especialização dos hemisférios surgiu a partir da década de 60, com pesquisas que conduziram o psicólogo americano Roger Sperry a merecer o Prêmio Nobel de medicina e fisiologia por seus estudos sobre a especialização hemisférica e as comissuras cerebrais (comissura anterior, corpo caloso e comissura posterior)
Os hemisférios cerebrais possuem certo nível de especialização. Enquanto que o hemisfério esquerdo é usualmente o dominante e está associado com as habilidades linguísticas, análise racional, memória verbal e linguagem, o hemisfério direito controla primordialmente a atenção, percepção, memória espacial, esquema corporal, relacionamento social, habilidades artísticas (música) e reconhecimento de faces.

### Atenção
A atenção é a capacidade para direcionar a consciência, por um período maior ou menor de tempo, para determinado objeto ou evento. Assim, está intimamente relacionada com a consciência.
Considera-se a atenção como uma função mental que permite o funcionamento de outras, como por exemplo a memória e a sensopercepção. Sem a atenção, outras funções mentais que dependem diretamente do input (entrada de informação do ambiente), como a memória, acabam ficando mais ou menos comprometidas. Sem a atenção para focar em determinada informação, a capacidade de retenção da informação fica prejudicada.
Funcionalmente, a atenção está na dependência do sistema reticular ativador, considerado uma unidade neurológica responsável por regular o sono e a vigília e os estados mentais, e da córtex pré-frontal lateral. Instrumentos de avaliação psicológica e  neuropsicológica tradicionalmente avaliam a consciência como uma das funções superiores, tendo em vista sua relevância e interação com outros processos mentais.

### Consciência
A consciência é a capacidade para manter um organismo em estado de vigília, estando assim apto a desempenhar comportamentos motores, de comunicação e outros de forma voluntária. A consciência, neste sentido, é compreendida como a capacidade ou estado de "acordado", vigil, e não como uma instância moral de julgamento.
A consciência está associada ao sono. O sono é considerado uma fase normal do funcionamento do cérebro, associado à consolidação das memórias do dia anterior e necessário ao restabelecimento do funcionamento cerebral.
O sono possui vários estágios, mas os dois principais consistem no sono REM, onde ocorrem os sonhos, e o sono não-REM, onde o padrão de ondas cerebrais é diferente do sono REM. A sigla REM significa 'rapid eye moviments', pois nesta fase os olhos apresentam movimentos rápidos.
O coma é um estado de inconsciência. Pode ocorrer devido a vários fatores, tais como em virtude de acidentes ou em patologias que afetam o cérebro. A Escala Glasgow considera os seguintes níveis:
- Estupor - obnubilação;
- Coma Leve;
- Coma Moderado;
- Coma Profundo.

### Memória
A memória é a capacidade para reter e evocar informações. Por muitos anos considerada como um bloco, um sistema unitário, estudos conduzidos na segunda metade do século XX apontaram que existem vários tipos de memória, tais como operacional ou de curto prazo, memória de longo prazo, declarativa ou consciente, não-declarativa ou inconsciente, anterógrada, retrógrada, visual, facial, auditiva (inclui verbal e musical), corporal ou cinestésica, dentre outras.
Segundo Luria, à memória cabe a função de receber, analisar e armazenar informações. Entretanto, nem todos os autores concordam com a memória analisando a informação, cabendo a análise a outra função mental, o pensamento.
Segundo Kandel e Kupfermann. vários estudos têm mostrado que existem diferentes tipos de processos de memória. A memória explícita inclui o aprendizado sobre pessoas lugares e coisas passiveis de serem descritas verbalmente, daí também ser denominada memória declarativa, uma aprendizagem que exige um conhecimento consciente. A memória implícita, que parece depender de circuitos neuronais distintos, inclui forma de aprendizagem perceptivo e motor, não exige o conhecimento consciente e dependem do cerebelo e da amígdala ou para as formas simples de aprendizagem, dos sistemas sensoriais e motores específicos a tarefa em questão. O armazenamento e recuperação de informação da memória explícita dependem do sistema do lobo temporal. Estudos indicam que alterações ou lesões neste lobo e no hipocampo tendem a prejudicar a memória de forma importante.

### Linguagem
A linguagem refere-se à capacidade de comunicação, especialmente na neuropsicologia e na psicologia cognitiva, a comunicação verbal. Possui diversos componentes que podem ser estudados, tais como o processamento fonológico, sintaxe e semântica e mesmo a capacidade de articulação das palavras. As alterações da linguagem, genericamente chamadas de afasias, são produtos de lesões cerebrais em áreas relacionadas com a linguagem.
Alterações do Hemisfério Esquerdo
No hemisfério esquerdo situa-se as zonas da linguagem  (90% dos casos)
Lobos Temporal - Parietal (sensorial)
Para Luria, a unidade de receber analisar e armazenar informações (córtex ocipital, auditivo e linguagem).
Na criança avaliar relação: Linguagem - Pensamento a partir das habilidades e aquisições psicomotoras.
Fases da aquisição:
- 1 ano - choro diferenciado;[34]
- 2 anos - balbucio, frases 1 palavra;
- 3 - 4 anos - palavras combinadas, conceitos básicos;
- 5 - anos extensão do vocabulário;domínio dos sons da fala;[35]
- 7 anos - inclusão em classes operações concretas; desenvolvimento das noções de tempo [36]; acaso [37]; moral [38], identidade racial;
- 12 anos - desenvolvimento da lógica formal e pensamento abstrato.[39]

Avalia-se ainda como critério de integridade funcional do cérebro, hemisfério esquerdo ou hemisfério dominante para linguagem e inteligência, sobretudo lógico-verbal utilizando-se a anamnese clínica e testes específicos de avaliação da linguagem, identificando o perfil do sujeito e registrando-se desvios de:
- coerência no uso de regras gramaticais, sintaxe, concordância, pronomes, representações do sujeito, orientação em tempo espaço; coerência biográfica com seu nível educacional (básico, médio ou superior no Brasil) inclusive associando-se sua responsabilidade social e capacidade para exercer direitos civis do modo como é conhecido por relatos de sua história de vida;
- fluência e extensão verbal;
- integridade das estruturas lógico gramaticais (grau de alfabetização/ capacidades básicas);
- "conhecimento" - extensão do vocabulário.

A utilização das clássicas técnicas da análise sintática, através de textos escritos implicam na avaliação das complexas relações neurofuncionais de leitura e escrita, sujeitas inclusive à danos específicos como a conhecida dislexia e outros, além das variantes de condicionamento social,
Alterações psicopatológicas e neuro sensoriais:
logorreia / mutismo; deficits de compreensão verbal - decodificação da fala (autismo; Foco temporal EEG)
Deficites de compreensão escrita - compatíveis com grau de alfabetização - uso gramatical - aprendizagem de idiomas, língua de sinais.
Alterações semânticas tipo psicóticas  (conteúdo de delírio); incapacidades p/ uso de metáforas ; mussitação - fala sussurrada e sons; cantos; estereotipias; verbigeração; afonias.
Alterações sintáticas (afasia de compreensão – Afasia de Wernicke/ demências); incapacidade p/ uso de conceitos básicos = deficiência mental (sem aquisição)
incapacidade para uso de conceitos concreto/abstratos & amnésia = demências (perda)
lapsos repetidos - tics; coprolalia  (deficiência mental e demências) repetição anormal (resistente à lógica) = distingue-se do transtorno obsessivo-compulsivo e perversão por relação de contexto e associação com outros sintomas
Fala: 
Identificam-se alterações processo de aquisição, no autismo (ritmos de canto - sons longos substituem o balbucio; início aos 12 anos) atraso (de 2, 3 anos na deficiência mental moderada), a língua hipotônica, frequente na Síndrome de Down concorre com alterações de fala.
Distúrbios específicos da fala como dislalia; ecolalia, tartamudez (gagueira) galicismo, inversão/troca fonemas; afonia; estão relacionados sobretudo com ansiedade e distúrbio de conduta / socialização.
A perda do ritmo da fala é sinal preditor de ataque AVC e outros danos cerebrais.  Afasias de expressão; disartrias são sequelas comuns a lesão parietal - pré - frontal (Área de Broca)
Falar envolve uma coordenação altamente complexa e hábil de processar e requerimentos do banco de dados armazenados na memória. Oradores têm que planejar o que dizer e temporariamente armazenar os planos prontos até os executar como palavras, frases, e orações. A qualquer imediato, os indivíduos podem estar planejando o que dizer logo enquanto executando o que foi planejado momentos mais cedo simultaneamente. Daneman (1991) assinala que a capacidade de funcionamento da memória é uma fonte importante de diferenças individuais em fluência verbal. Ela descobriu que uma medida construída para quantificar o processo e armazenamento funciona da memória durante a execução de uma oração (SSP - Speaking Span Test, Teste de Extensão da fala) correlatou estas com medidas de fluência verbal (por exemplo, número de palavras faladas por minuto).
Alterações acima diagnosticam:
- Afasias: afasia amnésica - evocação; afasia temporal completa;[47]
  - Afasia temporo - occipital (Área de Wernicke) - leitura, compreensão sintática;
  - Afasia temporo - parietal decodificação auditiva;
- Anosognomia - desintegração semântica (afetivo);
- Demência abúlica;
- Dislexia - Alterações do campo visual (Lobos Temporo ocipital);
- Psicoses;
- Deficiência mental.

Alterações do Hemisfério direito
Lobos Parietal - Temporal - Ocipital 
Coordenação viso – motora 
Destreza visual motora - rapidez exatidão da atenção visual
percepção espaço temporal - localização visualização espacial
ritmo / força * - inteligência corporal cinestésica
* excluindo danos das apraxias, hemiplegias, paresias (parestesias)
Percepção / organização musical
discriminação/ elaboração - tom 
discriminação/ elaboração - ritmo/ harmonia
Segundo  Pliszka lesões no hemisfério direito podem estar associadas à: Transtorno matemático; Transtorno de aprendizagem não verbal (TANV)  e Transtorno de Asperger.
Alterações nos Lobos frontais
Unidade para programar, regular e verificar atividade. Capacidade de planejamento - Integridade Funcional.
Essencial para funções da inteligência / raciocínio:
- raciocínio de senso comum (capacidade para resolver problemas);
- raciocínio científico / lógico categorial - abstrato (formulação hipóteses, teste);
- Avalia-se a rapidez exatidão de cálculo;

Identifica-se ainda alterações de comportamento:
- introspeção hábitos auto cuidados higiene saúde (intrapessoal);
- comportamento psicossocial - humor, afetividade sexualidade (interpessoal);
- interespecífico - exploração ambiente (comportamento adaptativo à ciclos sazonais e/ou ao ambiente de trabalho / escola).

## Neurônios-espelho

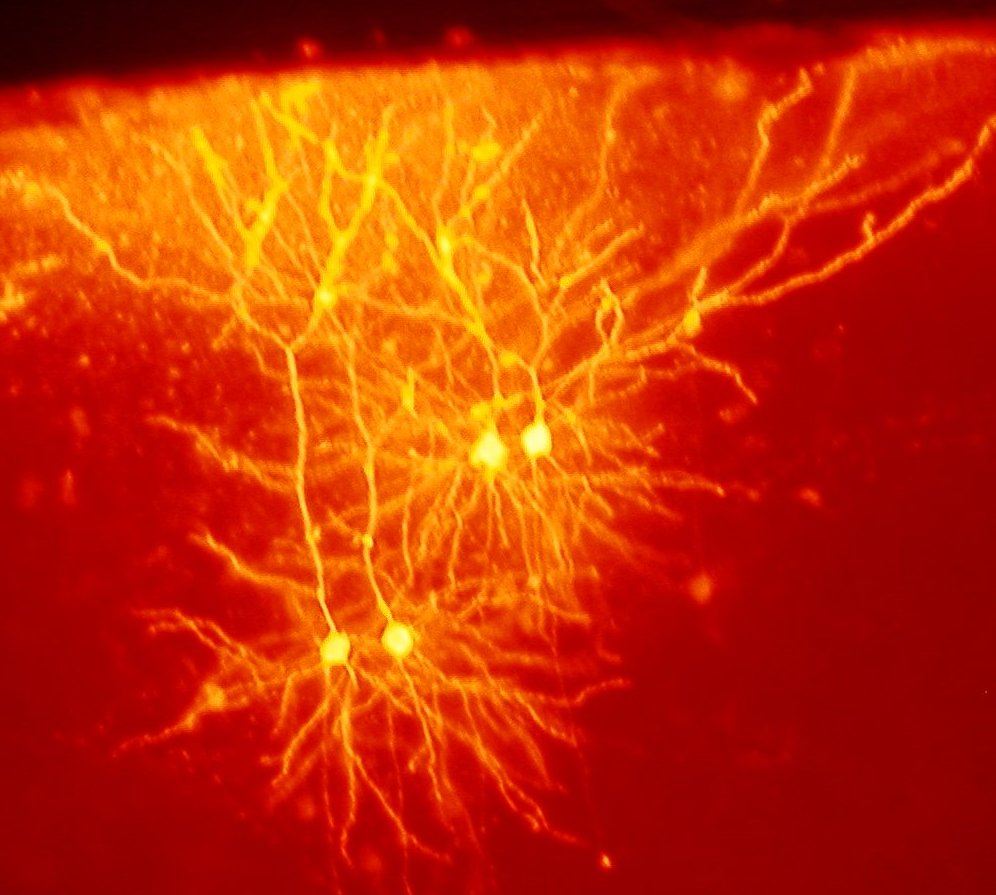
Os neurônios-espelho são ativados de forma similar ao padrão de disparo que ocorreria se o organismo estivesse tendo o comportamento

Existe uma classe de neurônios, espalhados pelo cérebro de primatas, que possuem a capacidade de se ativar em resposta a um evento do mundo exterior, "reproduzindo" do ponto de vista neurológico aquilo que está percebendo. Estudos identificaram, em macacos e em humanos, que quando um sujeito vê outro (seja da sua espécie ou de outra) efetuando um comportamento, como por exemplo pegar um copo d'água, grupos de neurônios são ativados na mesma região que seria utilizada quando o próprio sujeito efetuasse o comportamento. Assim, são conhecidos como neurônios-espelho estes neurônios que "refletem" pela sua ativação grupos similares de neurônios que disparam no cérebro de quem estão observando.
Os neurônios-espelho são distintos dos demais neurônios, pois não disparam quando estão na presença de outros estímulos, como uma cadeira, comida ou outros objetos. Segundo Destro et al., eles possuem uma função essencial em comportamentos como a imitação, a compreensão da intenção do outro e mesmo a empatia. Pode-se pensar também que eles estão envolvidos na evolução da linguagem, e prejuízos em seu funcionamento podem estar relacionados com transtornos invasivos do comportamento como o autismo.
Embora localizados em várias regiões da córtex cerebral, os neurônios-espelho em macacos localizam-se especialmente na área pré-motora (lobo frontal) e no lobo parietal inferior, na região motora, que recebe muitos inputs de regiões motoras como o sulco temporal superior.

## Exemplos de testes de avaliação que podem ser usados no contexto da neuropsicologia
Avaliação Neuropsicológica do Desenvolvimento - NEPSY II;
Bateria MEMO; 
Bateria de Avaliação da Memória de Trabalho (BAMT-UFMG) 
IOWA Gambling Task/ Children Gambling Task;
D2 - Atenção Concentrada, de 9 a 52 anos; 
Escala de Avaliação de Demência (Dementia Rating Scale - DRS); 
Escala de maturidade mental Colúmbia (CMMS) – de 3 anos e 6 meses a 9 anos e 11 meses, aplicação individual;  
Figuras Complexas de Rey, de 4 a 7 anos, aplicação individual (Obs. Uso permitido somente para pesquisa);
Instrumento de Avaliação Neuropsicológica Breve - Neupsilin;
Matching Familiar Figures Test 20 (MFFT-20); 
Instrumento de Avaliação Neuropsicológica Breve - NEUPSILIN
Questionário de Memória Prospectiva e Retrospectiva (PRMG); 
Teste da Torre de Londres (TOL); 
Teste de Aprendizagem Auditivo-Verbal de Rey (RAVLT);
Teste de Atenção Visual (TAVIS-3); 
Teste de Avaliação da Habilidade Visuoespacial (TAHLVES); 
Teste de Inteligência Geral não Verbal – TIG - NV - de 10 a 79 anos, aplicação individual ou coletiva;
Teste de Organização Visual Hooper; 
Teste Gestáltico - Visomotor - Bender;  
Teste Wisconsin de Classificação de Cartas, de 6 anos e meio a 18 anos, aplicação individual;
TI- BAFEC - Tartaruga da Ilha - Bateria de Avaliação das Funções Executivas em Crianças;
Token Test;
Teste da Torre de Hanói; 
WAIS - III - Escala de Inteligência Wechsler para Adultos, de 16 a 89 anos, aplicação individual;
WISC - III - Escala de Inteligência Wechsler para Crianças, de 6 a 16 anos, aplicação individual;
Relação de Testes Neuropsicológicos (Neuropsychological test) (en.).

## O neuropsicólogo na legislação brasileira
No Brasil, o título de Neuropsicólogo pode ser atribuído a psicólogos que tenham comprovada formação na área e no tema, a partir de verificações de testes (como prova) ou cursos de especialização reconhecidos pelo Conselho Federal de Psicologia (CFP), e àqueles profissionais de outras graduações (fisioterapeutas, fonoaudiólogos, terapeutas ocupacionais, pedagogos, biólogos, enfermeiros, entre outros) que possuam formação específica, como cursos reconhecidos de especialização em Neuropsicologia; porém, diferentemente do que ocorre em outros países, no Brasil profissionais graduados em outras áreas, mas com especialização em Neuropsicologia, têm restrição no acesso e aplicação a alguns dos testes de avaliação neuropsicológica.
Através da resolução nº 013/2007, o CFP passou a reconhecer a especialidade em Neuropsicologia para psicólogos que preencham os requisitos necessários, devendo ficar claro que isso não significa que somente os psicólogos possam ser especialistas em Neuropsicologia. Outros profissionais de saúde mental podem se especializar na área e apresentar a competência para avaliar, acompanhar, tratar e realizar pesquisa da cognição, das emoções, da personalidade e do comportamento sob o enfoque da relação entre estes aspectos e o funcionamento cerebral, baseado em conhecimentos validados das neurociências e pela prática clínica. Entre eles, além do psicólogo, tem-se médicos, psicoterapeutas (diferente de outros países, no Brasil o exercício da psicoterapia não é exclusividade de graduados em Psicologia), e a psicanalise, assim como a Neuropsicologia, pode ser exercida por outros profissionais, psicanalistas, pedagogos, psicopedagogos, fonoaudiólogos, fisioterapeutas, terapeutas ocupacionais, neurobiólogos, entre outros. 
Embora a neuropsicologia esteja intimamente relacionada à avaliação psicológica, que é especialidade da psicologia, não está restrita a ela. O neuropsicólogo necessita de conhecimentos fundamentais em neurologia, neurociência, biologia, psicologia clínica, avaliação psicológica e estatística para avaliar o paciente, conhecimentos estes que podem ser construídos tanto pelo psicólogo como por outros profissionais, especialmente nivelados por uma especialização em Neuropsicologia ou outras formações reconhecidas. Ao final do processo de avaliação neuropsicológica, os resultados da avaliação são apresentados usualmente em forma de um laudo ou parecer ao paciente ou ao profissional que o encaminhou para avaliação. A partir destes resultados, pode-se estabelecer as necessidades do plano de tratamento do paciente.
Geralmente o neuropsicólogo trabalha de forma integrada com outros profissionais, como fisioterapeutas, fonoaudiólogos, terapeutas ocupacionais, médicos, neurocientistas clínicos ou outros, pois como as alterações do sistema nervoso possuem efeitos amplos, a abordagem singular usualmente não é suficiente para abordar os aspectos afetados por uma patologia cerebral. Por outro lado, os especialistas em Neuropsicologia com formação de graduação em outra área não diretamente relacionada à  Psicologia, certamente trabalharão integrados a psicólogos.